# Einstürzende Neubauten
Einstürzende Neubauten (Айнштю́рценде Нойба́ўтен) — німецький експериментальний гурт, заснований 1980 року в Західному Берліні. Однією з характерних рис творчості гурту є використання інструментів, виготовлених із брухту та будівельних матеріалів, а також використання шуму поряд зі звичайними музичними інструментами.
Назва гурту означає Новобудови, що завалюються. «Новобудовами» в Німеччині називають будівлі, споруджені після 1945 року (на противагу «старобудовам»). Така назва пов'язана із подією 21 травня 1980 року (за два місяці після утворення колективу), коли обвалився дах Берлінського будинку культур світу, забравши життя однієї людини.

## Стиль
Музику гурту характеризують як індастріал, нойз та експериментальна музика. Найточніше стиль гурту можна описати терміном «перкусійний індастріал» (Percussion Industrial), тобто в основі музики гурту лежить гра на саморобних перкусійних інтрументах, таких як лист заліза, пластикові бочки та каністри, візок для покупок тощо. Гурт використовує також традиційні музичні інструменти, такі як бас-гітара (грає головну роль в музичних структурах EN), електрогітара, клавішні, струнні, а також багато пристроїв для обробки звучання традиційних інструментів і голосу (найчастіше використовують електросмичок E-Bow, JamMan, Kaoss Pad). Творчість EN можна умовно поділити на три періоди: період активного протесту (1980—1985); перехідний період, коли в музиці гурту почали проявлятися більш традиційні музичні структури (1985—1993); повна відмова від «шокової терапії» на користь мелодичності (починаючи з 1993 року).

## Учасники
- Блікса Барґельд: спів, гітара, клавішні. (справжнє ім'я: Хрістіан Еммеріх)
- Александер Гаке: бас, гітара, спів (також знаний як Александер фон Борзіґ, з 1980)
- Н. У. Унру: спеціально виготовлені інструменти, перкусія, спів (справжнє ім'я: Ендрю Худи)
- Йохен Арбайт: гітара, спів (з 1997)
- Рудольф Мозер: спеціально виготовлені інструменти, перкусія, спів (з 1997)

Колишні
- Біт Бартел: бас (1980)
- Ґудрун Ґут: клавішні (1980)
- Ф. М. Айнгайт: перкусія, спів (справнє ім'я: Франк Мартін Штраус, 1981—1995)
- Марк Хунґ: бас, спів (1981—1994)
- Роланд Вольф: клавішні, бас (замінив 1995, невдовзі загинув у автокатастрофі)

## Альбоми
- 1980 — Stahlmusik
- 1981 — Kollaps
- 1983 — Zeichnungen des Patienten O. T.
- 1985 — Halber Mensch
- 1987 — Fünf auf der nach oben offenen Richterskala
- 1989 — Haus der Lüge
- 1993 — Tabula Rasa
- 1996 — Ende Neu
- 2000 — Silence Is Sexy
- 2004 — Perpetuum Mobile
- 2007 — Alles wieder offen
- 2014 — Lament
- 2020 — Alles in Allem
- 2024 — Rampen: apm (alien pop music)

EP
- 1982 — Thirsty Animal (Einstürzende Neubauten & Лідія Ланч)
- 1993 — Interim
- 1993 — Malediction
- 1999 — Total Eclipse of the Sun